# Henry William Paget, 1r marquès d'Anglesey
El Mariscal de camp Henry William Paget, 1r Marquès d'Anglesey Bt, KG, GCB, GCH, PC, (17 de maig de 1768 – 29 d'abril de 1854), conegut com a Lord Paget entre 1784 i 1812 i com el Comte d'Uxbridge entre 1812 i 1815, va ser un oficial de l'exèrcit britànic i polític. Després de servir com a parlamentari per Carnavon i després per Milborne Port, va participar en la campanya de Flandes i després comandà la cavalleria per a l'exèrcit de Sir John Moore a Espanya durant la Guerra del Francès; la seva cavalleria mostra una superioritat sobre la francesa a la batalla de Sahagún, on els seus homes capturaren dos tinents coronels francesos i ocasionaren tants danys als caçadors que van deixar d'existir com a regiment viable. També comandà la cavalleria a la batalla de Benavente, on derrotà els caçadors d'elit francesos de la Guàrdia Imperial i capturà al general Charles Lefebvre-Desnouettes.
Durant els Cent Dies, comandà la càrrega de la cavalleria pesant contra la columna del comte d'Erlon a la batalla de Waterloo. Al final de la batalla va perdre part d'una de les seves cames de resultes d'una canonada, la qual cosa comportà un famós intercanvi de paraules amb Wellington. Posteriorment va servir en dues ocasions com a Senyor General de l'Ordenament i dos cops com a Lord tinent d'Irlanda.

## Biografia

### Antecedents, educació i política
Va néixer Henry Bayley, el fill gran d'Henry Bayley-Paget, primer comte d'Uxbridge i de la seva dona Jane (de soltera Champagné), filla del molt reverend Arthur Champagné, degà de Clonmacnoise, Irlanda. El seu pare va assumir el cognom Paget el 1770. Va ser educat a l'escola de Westminster i a l'Christ Church, Oxford.
Paget va entrar al parlament a les eleccions generals de 1790 com a membre de Carnarvon, un escó que va ocupar fins a les eleccions generals de 1796 quan el seu germà Edward va ser elegit sense oposició en el seu lloc. Aleshores va representar Milborne Port des de 1796 fins que va renunciar al seu escó el 1804 per nomenament com a administrador dels Chiltern Hundreds, i de nou des de les eleccions de 1806 fins al gener de 1810, quan va tornar a prendre els Chiltern Hundreds.

### Carrera militar

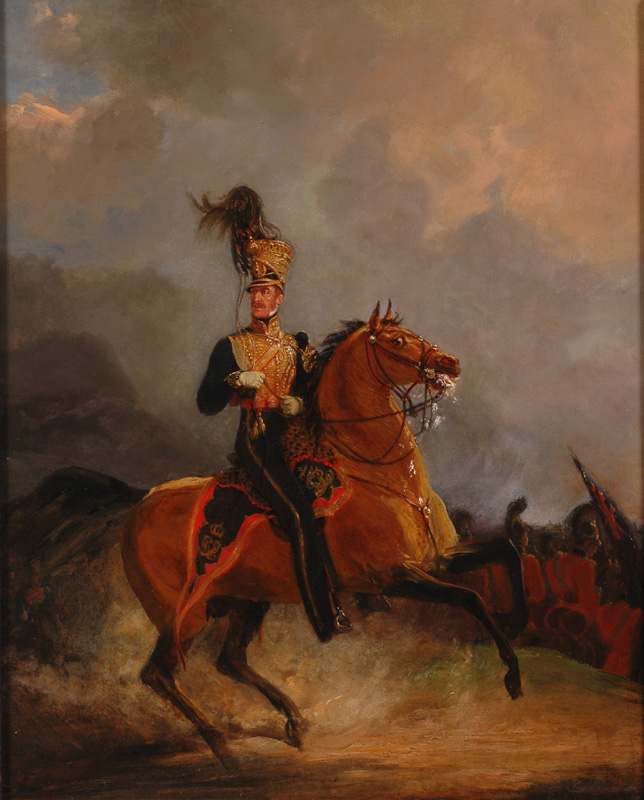
El marquès d'Anglesey a Waterloo, per Jan Willem Pieneman.

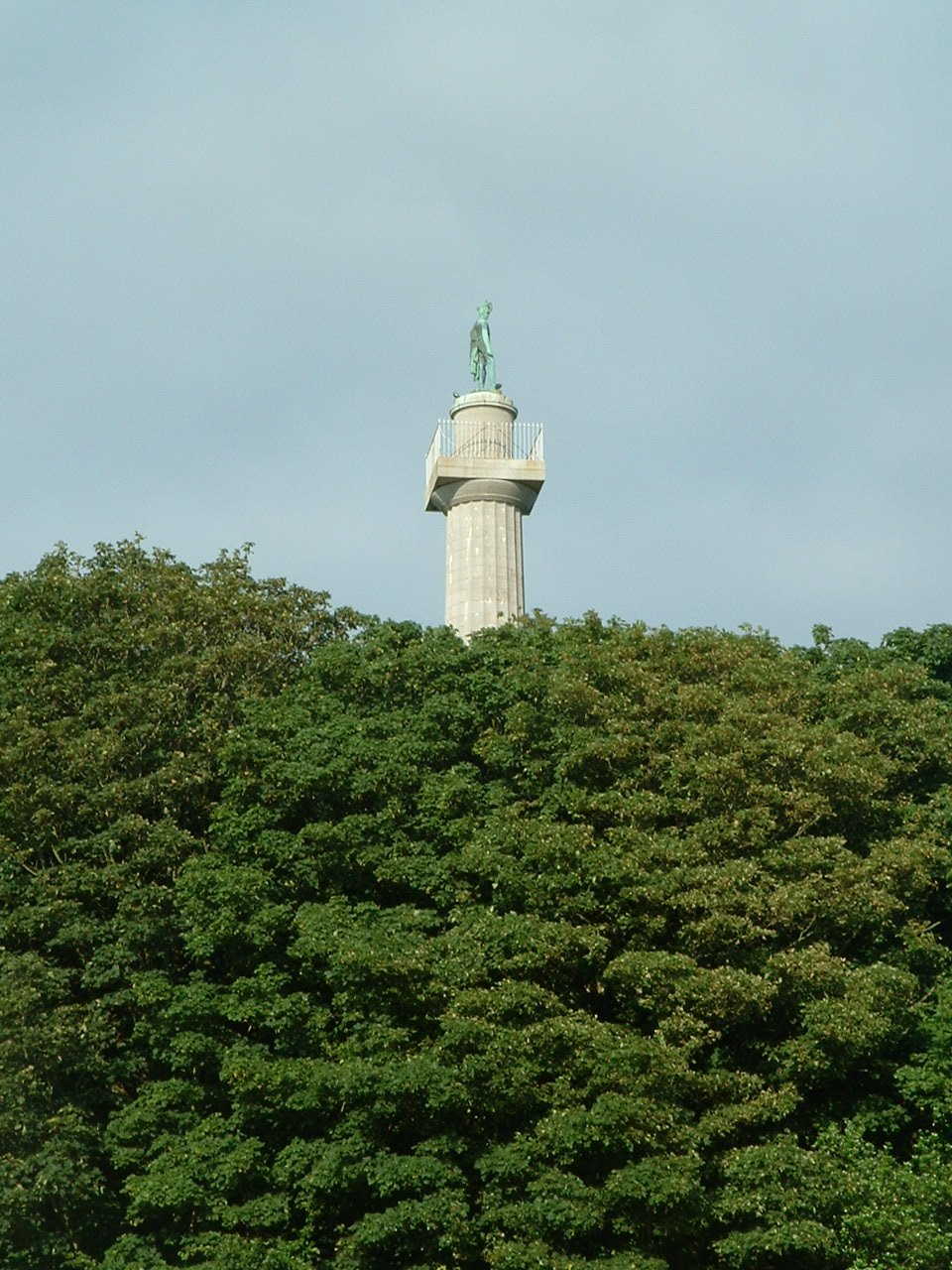
La columna del marquès d'Anglesey a Llanfairpwllgwyngyll

Amb l'esclat de les Guerres de la Revolució Francesa, Paget va formar un regiment de voluntaris de Staffordshire i va rebre el rang temporal de tinent coronel-comandant el desembre de 1793. Com a 80è Regiment a Peu, la unitat va participar en la campanya de Flandes de 1794 sota el comandament de Paget. Va ser comissionat formalment a l'exèrcit britànic com a tinent al 7è Regiment de Peu el 14 d'abril de 1795 i va rebre una ràpida promoció, primer a capità del 23è Regiment de Peu, també el 14 d'abril de 1795, després va ser major al 65è Regiment a Peu, el 19 de maig de 1795 i després a tinent coronel al 80è Regiment de Peu el 30 de maig de 1795. Es va traslladar al comandament del 16è de Dragons Lleugers el 15 de juny de 1795. El juliol de 1795 es va casar amb Lady Caroline Elizabeth Villiers. Ascendit a coronel el 3 de maig de 1796, se li va donar el comandament del 7è de Dragons Lleugers el 6 d'abril de 1797. Va comandar una brigada de cavalleria a la batalla de Castricum l'octubre de 1799 durant la invasió anglo-rusa d'Holanda.
Paget va ser ascendit a major general el 29 d'abril de 1802 i tinent general el 25 d'abril de 1808. Va comandar la cavalleria de l'exèrcit de Sir John Moore a Espanya; la seva cavalleria va mostrar una clara superioritat sobre els seus homòlegs francesos a la batalla de Sahagún el desembre de 1808, on els seus homes van capturar dos tinents coronels francesos i van mutilar els caçadors francesos que van deixar d'existir com a regiment viable. També va comandar la cavalleria a la batalla de Benavente més tard el desembre de 1808, on va derrotar els caçadors d'elit de la Guàrdia Imperial francesa, i després va tornar a comandar la cavalleria durant la retirada a La Corunya el gener de 1809. Aquest va ser el seu darrer servei a la Guerra Peninsular, perquè el seu enllaç amb Lady Charlotte, l'esposa d'Henry Wellesley, després Lord Cowley, ho va fer impossible posteriorment. perquè serveixi amb Wellington, el germà de Wellesley. El seu únic servei bèl·lic de 1809 a 1815 va ser en la desastrosa expedició Walcheren de 1809. durant la qual va comandar una divisió d'infanteria. El 1810 es va divorciar i després es va casar amb Lady Charlotte, que s'havia divorciat del seu marit al mateix temps. Va heretar el títol de comte d'Uxbridge a la mort del seu pare el març de 1812 i va ser nomenat Cavaller Gran Creu de l'Ordre del Bany el 4 de gener de 1815.

#### Waterloo
Durant els Cent Dies va ser nomenat comandant de cavalleria a Bèlgica, sota la mirada encara ressentida de Wellington. Va lluitar en la batalla de Quatre Bras el 16 de juny de 1815 i a la batalla de Waterloo dos dies després, quan va dirigir l'espectacular càrrega de la cavalleria pesada britànica contra la columna del comte d'Erlon que va frenar i en part va derrotar l'exèrcit francès.
Un dels últims trets de canó disparats aquell dia va colpejar a Paget a la cama dreta, i va necessitar l'amputació. Segons l'anècdota, estava a prop de Wellington quan li van colpejar la cama, i va exclamar: "Per Déu, senyor, he perdut la cama!" - a la qual cosa Wellington va respondre: "Per Déu, senyor, i tant!" Segons el seu ajudant de camp, Thomas Wildman, durant l'amputació, Paget va somriure i va dir: "He tingut una carrera bastant llarga. He estat guapo aquests 47 anys i no seria just tallar els joves més". Mentre que Paget tenia un membre artificial articulat ajustat, la seva cama amputada mentrestant va tenir una vida més enllà una mica macabra com a atracció turística al poble de Waterloo a Bèlgica, al qual havia estat retirat i on més tard va ser enterrat.

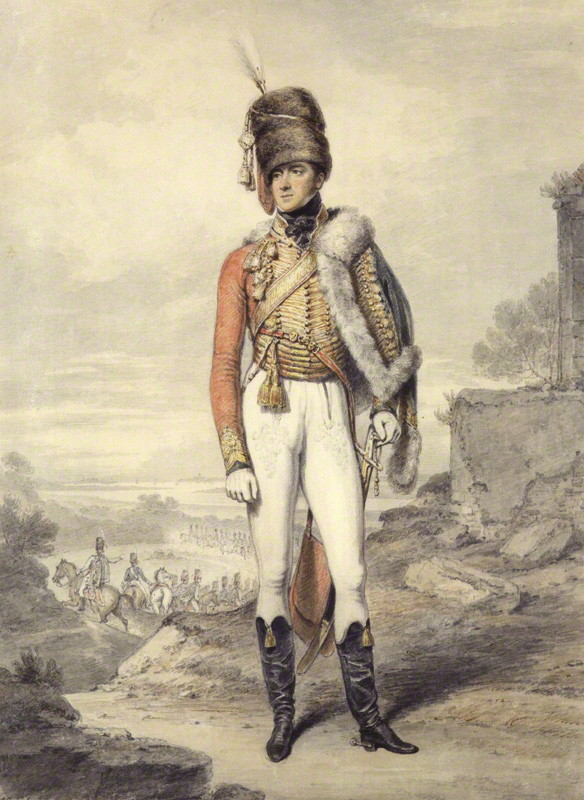
El marquès d'Anglesey per Henry Edridge.

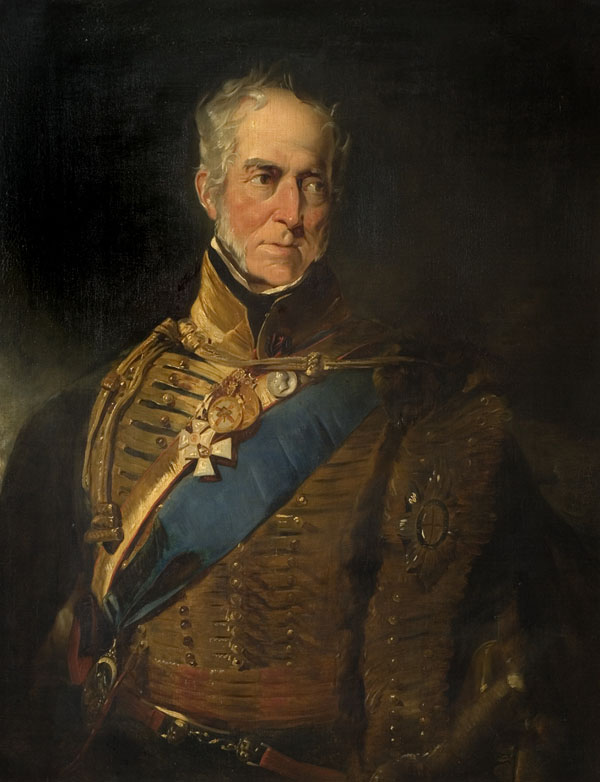
El marquès d'Anglesey, 1840

Paget va ser creat marquès d'Anglesey el 4 de juliol de 1815. Un monument al seu heroisme de 27 metres (89 peus) d'alçada (dissenyat per Thomas Harrison) va ser erigit a Llanfairpwllgwyngyll a Anglesey, prop del refugi de Paget a Plas Newydd, el 1816. També va ser nomenat Cavaller de la Lligacama el 13 de març de 1818 i ascendit a general ple el 12 d'agost de 1819.

### Carrera posterior
El suport de Paget al procés contra la reina Caroline, al·legant la seva infidelitat, el va fer durant un temps impopular, i quan en una ocasió va ser assetjat per una multitud, que el va obligar a cridar "La reina!", va afegir el desig: "Que totes les vostres dones siguin com ella". En la coronació de Jordi IV el juliol de 1821, Paget va actuar com a Lord High Steward d'Anglaterra. També va rebre l'honor addicional de capità del castell de Cowes el 25 de març de 1826. L'abril de 1827, es va convertir en membre del Govern Canningita, ocupant el càrrec de Mestre General de l'Ordnance. Sota el ministeri de Wellington, va acceptar el nomenament de Lord Tinent d'Irlanda el febrer de 1828.
El desembre de 1828, Paget va adreçar una carta a Patrick Curtis, el primat catòlic romà d'Irlanda, manifestant la seva creença en la necessitat d'una emancipació catòlica, fet que va portar a la seva retirada pel govern; en la formació de l'administració de Earl Grey el novembre de 1830, esdevingué de nou lord-tinent d'Irlanda. En aquesta capacitat va introduir l'educació amb ajuda estatal per a 400.000 nens. El juliol de 1833, el ministeri va dimitir per la qüestió irlandesa. Encara és un genet impressionant fins i tot amb una cama de suro, George Whyte-Melville va recordar les multituds que es van formar per animar a Paget mentre el seu hack ben conduït va recórrer la ruta de Londres des de Piccadilly fins a Albemarle Street. Paget va passar els següents tretze anys fora del càrrec, després es va incorporar a l'administració de Lord John Russell com a Mestre General de l'Ordnance el juliol de 1846. Va ser ascendit a mariscal de camp el 9 de novembre de 1846 i, després d'haver estat nomenat Lord Tinent de Staffordshire el 31 de gener de 1849, finalment es va retirar del govern el març de 1852.
Paget també va servir com a coronel honorari del 7è de Dragons Lleugers i més tard dels Royal Horse Guards. Va morir d'un infart a Uxbridge House a Burlington Gardens el 29 d'abril de 1854 i va ser enterrat a la catedral de Lichfield, on s'erigeix un monument en el seu honor. El va succeir el seu fill gran del seu primer matrimoni, Henry.

## Família
Paget es va casar per primera vegada el 5 de juliol de 1795 a Londres amb Lady Caroline Elizabeth Villiers (16 de desembre de 1774 - 16 de juny de 1835), filla de George Villiers, quart comte de Jersey i Frances Villiers, comtessa de Jersey. Van tenir vuit fills:
- Lady Caroline Paget (6 de juny de 1796 - 12 de març de 1874); es va casar amb Charles Gordon-Lennox, 5th Duke of Richmond. Amb la seva germanastra Lady Adelaide, va ser una de les portadores del tren de la reina Victòria a la coronació de 1838.[38]
- Henry Paget, segon marquès d'Anglesey (6 de juliol de 1797 - 7 de febrer de 1869); es va casar amb Eleanora Campbell, néta de John Campbell, 5è duc d'Argyll
- Lady Jane Paget (13 d'octubre de 1798 - 28 de gener de 1876); es va casar amb Francis Conyngham, segon marquès Conyngham.
- Lady Georgina Paget (29 d'agost de 1800 - 9 de novembre de 1875); es va casar amb Edward Crofton, segon baró Crofton.
- Lady Augusta Paget (26 de gener de 1802 – 6 de juny de 1872); es va casar amb Arthur Chichester, primer baró Templemore .
- Capità Lord William Paget RN (1 de març de 1803 - 17 de maig de 1873); es va casar amb Frances de Rottenburg, filla de Francis de Rottenburg
- Lady Agnes Paget (11 de febrer de 1804 – 9 d'octubre de 1845); es va casar amb George Byng, 2n comte de Strafford; van ser pares de George Byng, 3r comte de Strafford, Henry Byng, 4t comte de Strafford i Francis Byng, 5è comte de Strafford.
- Lord Arthur Paget (31 de gener de 1805 - 28 de desembre de 1825)

El 1809, Paget va fugir escandalosament amb Lady Charlotte Cadogan (nascuda el 12 de juliol de 1781), l'esposa d'Henry Wellesley i filla de Charles Cadogan, primer comte Cadogan i Mary Churchill. El 28 de març de 1809, el germà de Charlotte, Henry Cadogan, va desafiar a Paget a un duel:
| « | Senyor meu, per la present us demano que indiqui un moment i un lloc on em pugui trobar-me, per obtenir satisfacció per la lesió feta a mi i a tota la meva família per la vostra conducta a la meva germana. He d'afegir que l'hora ha de ser tan aviat. com sigui possible, i el lloc no al veïnat immediat de Londres, ja que és només per ocultació que sóc capaç d'evadir la policia. | » |

El duel va tenir lloc a Wimbledon Common el matí del 30 de maig amb Hussey Vivian com a segon de Lord Paget i el capità McKenzie de Cadogan. Els dos homes van descarregar les seves pistoles, l'honor va quedar satisfet i les parts van sortir del camp il·lès.
Caroline Paget es va divorciar del seu marit el 29 de novembre de 1810, després del qual es va casar amb Lady Charlotte. Van tenir deu fills, dels quals set van sobreviure a la infància:
- Lady Emily Paget (4 de març de 1810 - 6 de març de 1893); es va casar amb John Townshend, primer comte de Sydney .
- Lord Clarence Paget (17 de juny de 1811 - 22 de març de 1895); es va casar amb Martha Stuart, la filla menor de l'almirall Sir Robert Otway.
- Lady Mary Paget (16 de juny de 1812 – 20 de febrer de 1859); es va casar amb John Montagu, 7è comte de Sandwich. Eren pares d'Edward Montagu, 8è comte de Sandwich .
- Lord Alfred Paget (29 de juny de 1816 - 24 d'agost de 1888); es va casar amb Cecilia, segona filla i cohereva de George Thomas Wyndham, de Cromer Hall, Norfolk el 1847.
- Lord George Paget (16 de març de 1818 – 30 de juny de 1880); un general de brigada de l'exèrcit britànic .
- Lady Adelaide Paget (gener de 1820 - 21 d'agost de 1890); es va casar amb Frederick William Cadogan, fill de George Cadogan, 3r comte Cadogan i la seva dona Honoria Louisa Blake. Va escriure el primer llibre de jocs de paciència en anglès, així com altres llibres i obres de teatre.[42]
- Lord Albert Paget (desembre de 1821 - abril de 1822)
- Lord Albert Paget (29 de maig de 1823 - mort en la infància)
- Lady Eleanor Paget (21 de maig de 1825 - va morir en la infància)